# ジョセフ・ユン
ジョセフ・ユン（英語: Joseph Yuosang Yun、1954年 - ）は、アメリカ合衆国の外交官。韓国系アメリカ人。朝鮮語での名前はユン・ヨサン（朝: 윤여상、中国語には尹汝尚などの呼称もある）。

## 経歴
韓国生まれ。韓国やタイ、インドネシアなどアジア各国で勤務し、東アジア・太平洋担当次官補代理を務めた後、2013年にマレーシア大使に就任。
2016年10月17日、オバマ政権下で北朝鮮担当特別代表に就任。「個人的な決断」によりトランプ政権下の2018年3月2日に退任。後任には、同年8月23日にスティーブン・ビーガンが就任した。
2022年3月22日、太平洋諸島との協定交渉を担当する大統領特使（コンパクト交渉担当アメリカ合衆国大統領特使）に就任。2025年1月10日、駐韓国臨時代理大使に任命された。